# Sofía de Borbón y Ortiz
« Sofía d'Espagne » redirige ici.  Pour sa grand-mère, la reine d'Espagne, voir Sophie de Grèce (1938).
Signature
Sofía de Borbón y Ortiz, infante d'Espagne,,,, née le 29 avril 2007 à Madrid, est un membre de la famille royale espagnole, seconde fille du roi Felipe VI et de son épouse Letizia Ortiz, ainsi que la petite-fille du roi Juan Carlos Ier et de la reine Sophie.

## Biographie

### Naissance et baptême
Doña Sofía de Todos los Santos de Borbón y Ortiz naît le 29 avril 2007 à 14 h 50 UTC (16 h 50 à l'heure espagnole) à l'hôpital international Ruber ; elle est la seconde fille du roi Felipe VI et de son épouse Letizia Ortiz Rocasolano. La famille royale annonce la naissance de l'infante à la presse par un SMS, comme pour la naissance de sa sœur l'infante Leonor d'Espagne, en 2005. Après sa sœur aînée, Sofía occupe la deuxième place dans l'ordre de succession au trône d'Espagne,,.
À l'occasion de son baptême dans les jardins du palais de la Zarzuela, le 15 juillet 2007, l'infante reçoit le prénom de Sofía, en l'honneur de sa grand-mère, la reine Sophie d'Espagne, et celui de Todos los Santos (en français, « de tous les saints »), une tradition chez les Bourbons d'Espagne. Baptisée par l'archevêque de Madrid avec l'eau du Jourdain, elle a pour parrain et marraine sa grand-mère maternelle, Paloma Rocasolano, et le prince Konstantin-Assen de Bulgarie (bg), « prince de Vidin », ami proche du prince Felipe,,.

### Éducation
Elle poursuit sa scolarité au collège Santa María de los Rosales, à Madrid. En août 2023, elle intègre l'Atlantic College, au pays de Galles. Elle y obtient son baccalauréat international deux ans plus tard. 
À partir de septembre 2025, et pour une durée de trois ans, l'infante Sofía étudiera les sciences politiques et les relations internationales entre Lisbonne, Paris et Berlin au Forward College.

### Sports et loisirs
Passionnée de football, l'infante Sofía pratique ce sport dans un club de Madrid.

### Activités officielles

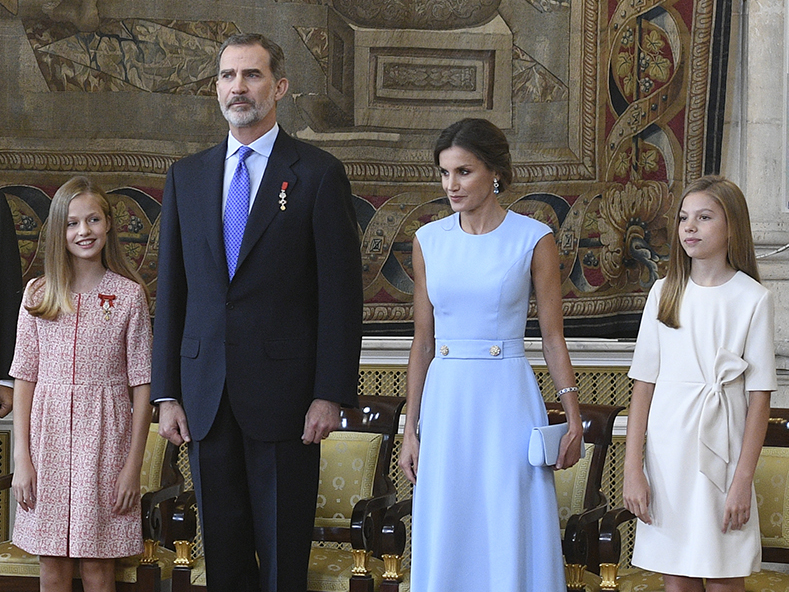
L'infante Sofía (à droite) avec sa famille à l'occasion du cinquième anniversaire de la proclamation de son père comme roi d'Espagne en 2019.

En tant qu'infante d'Espagne, Sofía apparaît régulièrement lors d'événements officiels.
En 2020, durant le confinement mis en place en Espagne dans le cadre de la pandémie de Covid-19, elle adresse avec sa sœur un message vidéo aux jeunes du pays, dans lequel elle rend également hommage à l'action du personnel soignant.
Pendant que sa sœur étudie à l'étranger, Sofía accompagne ses parents en différentes occasions, comme au défilé de la fête nationale en 2021 et 2022 ou à la finale de la Coupe du Roi en 2023.
Respectivement avec sa mère Letizia et son père Felipe VI, elle assiste à la finale de la Coupe du monde féminine de football 2023 et à celle du championnat d'Europe de football 2024 qui voient, dans les deux cas, la sélection espagnole l'emporter face à l'Angleterre,.
À l'âge de 17 ans, l'infante Sofía assume son premier engagement en solitaire pour la remise des prix d'un concours de photographie portant son nom (Concurso de Fotografía Infanta Sofía), organisé par le Patrimoine national.

## Titulature et honneurs

### Titulature
- Depuis le 29 avril 2007 : Son Altesse Royale Sofía de Borbón y Ortiz, infante d'Espagne (naissance)[19].

### Distinctions
- Grand-croix de l'ordre d'Isabelle la Catholique (30 avril 2025)[20],[21].

### Hommages
Le 5 février 2007, la présidente de la communauté de Madrid, Esperanza Aguirre, annonce que les noms des filles du prince des Asturies, Leonor et Sofía, seront donnés à deux nouveaux hôpitaux publics de la capitale. L'hôpital Infante Sofía, situé à San Sebastián de los Reyes, commune proche de Madrid, ouvre ses portes le 18 février 2008 et l'hôpital Infante Leonor, situé dans le quartier de Vallecas, en banlieue madrilène, est inauguré le 29 du même mois.